# 香川景晃
香川 景晃（かがわ かげあき/けいちょう）は、江戸時代の武士。岩国領家老職。安芸香川氏末裔。景晃の家は代々舎人を名乗っていた。

## 生涯
安芸香川氏の末裔で岩国領家老職の香川家の後を継ぐ。景晃の生きた江戸時代後期の岩国領は藩の財政が悪化の一途を辿っていた。職役に任じられた景晃は宮庄親徳らとともに藩政の改革に乗り出し、文化3年（1806年）には今津・室の木沖干拓事業を進め、麻里布開作と名付けた。文化8年（1811年）、開拓によって古い港が不便となったため、新たに港を築いて、海上交通や物流の拠点とした。
また、文人・歌人としての家系である香川氏らしく、国文学者や歌人としても活動しており、岩国市藤生の松巌院には、景晃の書が遺っている。

## 参考資料
- 『岩国市史』
- 大岡昇『岩国の文化と教育資料 第1集』岩国市立岩国図書館、1975年